# Dirty Dancing
Dirty Dancing is een muzikale film uit 1987 over een meisje (Frances) dat verliefd wordt op haar dansleraar, die ze leert kennen wanneer ze met haar ouders op vakantie is. Ze leert van hem de mambo, een sensuele Latijns-Amerikaanse dans.
De hoofdrolspelers waren Jennifer Grey en Patrick Swayze. De film werd geregisseerd door Emile Ardolino. In 2004 kwam er een tweede film uit met de titel 'Dirty Dancing: Havana Nights'.

## Verhaal
Het is de zomer van 1963 en Frances gaat samen met haar ouders en zus op vakantie. Haar vader, haar grote held, is arts en heeft volgens de eigenaar (Max Kellerman) van het hotel zijn leven gered. Frances wordt door iedereen liefkozend "Baby" genoemd, hier wordt ze soms mee belachelijk gemaakt.
In het hotel bij het vakantiepark waar ze logeren, zijn twee soorten personeel: entertainment- en restaurantpersoneel. Het restaurantpersoneel bestaat uit studenten van Yale en Harvard, die van Max Kellerman onder andere de dochters van de gasten moeten vermaken, door ze 'de sterren te laten zien'. Het entertainmentpersoneel dat verantwoordelijk is voor het muzikale en dans vermaak, mag dit echter niet. Max probeert zijn kleinzoon Neill aan Baby te koppelen, hoewel Baby niet veel ziet in zijn arrogante karakter.
Op een avond, als ze even kan loskomen van Neill, gaat Baby op pad en komt ze terecht in de personeelsruimten. Het neefje van Johnny Castle, een van de professionele dansers, komt haar tegen en wil haar in eerste instantie wegwerken, aangezien zij niet mag weten wat er gebeurt in de personeelsruimte. Uiteindelijk neemt hij haar op sleeptouw mee. Daar in die "geheime ruimte" zijn ze allemaal aan het 'dirty dancen'. Ze is erg gegeneerd door de manier waarop er gedanst wordt.
Als ze haar ogen laat vallen op het danspaar Johnny & Penny, die zij eerder de mambo zag dansen in het hotel, lijkt ze geïnteresseerd te raken in het dansen. Ze is echter te verlegen om mee te doen. Johnny vraagt haar uiteindelijk spontaan ten dans, met wat twijfel accepteert ze zijn aanbod. Hoewel ze eerst erg houterig danst, heeft ze het erg naar haar zin. Als ze de smaak eenmaal te pakken heeft, is Johnny plotseling verdwenen uit zicht, wat Baby onzeker achterlaat.
Als Baby op een avond met Neill opgescheept zit, wandelen zij langs het water en besluiten om naar de keuken te gaan om iets te eten of drinken. Daar ziet Baby in een verborgen hoekje de danspartner van Johnny, Penny, zitten. Ze lijkt erg van streek. Als ze Neill eenmaal afgewimpeld heeft, gaat ze naar het neefje van Johnny om hem te informeren over Penny. Samen met Johnny en zijn neef gaat Baby mee om Penny uit de keuken te halen. Als ze met z'n vieren privé zitten, verklapt de neef van Johnny per ongeluk aan Baby dat Penny zwanger is en Penny laat per ongeluk los dat de baby van Robbie Gould is, een ober in het hotel. Penny wil een abortus, maar dat kost 250 dollar en dat hebben ze niet. Baby probeert tot steun te zijn, maar Penny verdraagt haar hulp en aanwezigheid niet en verzoekt haar om terug te gaan naar de "kinderbox".
Baby regelt bij haar vader 250 dollar en dit wordt door Penny zeer gewaardeerd. Johnny ziet er echter niets in en heeft al gauw door dat ze het geld van pappie heeft afgetroggeld. Er is daarnaast nog een probleem, aangezien de arts alleen op de dag kan komen, dat Johnny met Penny moet dansen in het Sheldrake hotel. Na een discussie besluiten ze dat Baby in zal vallen voor Penny, zodat de dokter toch kan komen.
Na veel oefenen lukt het Johnny en Baby om de dans uit te voeren. Baby heeft helemaal de smaak te pakken en Penny neemt haar zelfs in vertrouwen, iets wat haar goed doet. Eenmaal in het Sheldrake hotel schrikken ze als ze een oud stel uit Kellermans (de Schumachers) zien in het Sheldrake hotel. De dans is, op een enkel foutje na, goed verlopen en Baby voelt zich er helemaal in thuis. Tussen Johnny en Baby lijken ondertussen wat vonkjes over te springen.
Als ze weer terug zijn van het Sheldrake, ontdekken ze echter dat Penny niet goed is behandeld door de arts waarvoor zoveel is betaald, het bleek geen officiële arts te zijn. Penny lijdt heftige pijnen en zonder aarzeling haalt Baby haar vader, die Penny behandelt.
Hij ziet het hele entertainment clubje echter niet zo zitten en denkt dat Johnny Penny zwanger heeft gemaakt, nadat deze opbiechtte dat Penny bij hem hoorde (vriendschappelijk bedoeld). Dr. Houseman reageert erg kortaf tegen Johnny.
Baby's vader is boos op haar dat ze optrekt met zulke mensen en verbiedt haar nog langer met hen om te gaan. Daarnaast verzoekt hij haar om 'die troep' (make-up) van haar gezicht te verwijderen, voordat haar moeder het ziet. Die avond besluit Baby terug te gaan naar Johnny.
De spanningen hierom lopen tussen Baby en haar vader hoog op: ze krijgen ruzie. Een wat oudere en zeer gerespecteerde bezoekster van Kellerman's wil graag een speciale laatste avond met Johnny beleven, maar hij zegt dit af omdat hij met Baby wil zijn. Als de vrouw dit ontdekt, beschuldigt ze Johnny vals van diefstal. Baby vertelt de baas dat zij de hele nacht bij Johnny was en dat hij dus onschuldig is. Toch wordt Johnny ontslagen, omdat hij wat met Baby had. Als hij zonder trammelant opstapt, krijgt hij zijn bonus nog mee. Johnny moet afscheid nemen van Baby en vertrekt. Baby blijft verweesd achter en verveelt zich de laatste dagen op het park.
Kellerman's verzorgt aan het einde van de vakantie een afscheidsavond. Hier worden liederen gezongen en toneelstukjes gedaan. Normaal gesproken wordt er dan ook de mambo gedanst door Johnny en zijn danspartner. Als Johnny dan plotseling terugkomt, neemt hij Baby mee het podium op, hij spreekt hierbij de zeer bekende woorden tegen Baby's ouders "Nobody puts Baby in a corner".
Op het podium legt hij aan het publiek uit dat hij altijd de laatste dans doet, maar dat dit eigenlijk niet meer mocht (door zijn ontslag). Hij draagt zijn neef op om de muziek te starten (I've had the Time of my Life), trekt zijn jas uit en voegt zich bij Baby op het podium. Hier dansen zij de sensuele dans en verrassen zij het publiek met een prachtige lift (die in het Sheldrake mislukte).
De vader van Frances ontdekt dan dat niet Johnny Penny zwanger heeft gemaakt, maar de ober Robbie Gould. Hij biedt zijn excuses aan aan Johnny. Tot slot dansen ze met zijn allen de nacht tegemoet.

## Rolverdeling
| Acteur         | Personage               |
| -------------- | ----------------------- |
| Patrick Swayze | Johnny Castle           |
| Jennifer Grey  | Frances "Baby" Houseman |
| Jerry Orbach   | Dr. Jake Houseman       |
| Cynthia Rhodes | Penny Johnson           |
| Jack Weston    | Max Kellerman           |
| Jane Brucker   | Lisa Houseman           |
| Kelly Bishop   | Marge Houseman          |

## Muziek
Veel nummers uit deze film zijn tophits geworden. Zoals Hungry Eyes van Eric Carmen en (I've Had) The Time of My Life van Bill Medley & Jennifer Warnes. Deze laatste won in 1988 een Academy Award voor Beste Originele Nummer.
Een lijstje met de muziek uit de film:
- (I've Had) The Time of My Life - Bill Medley en Jennifer Warnes
- Be My Baby - Ronettes (The)
- She's Like the Wind - Patrick Swayze
- Hungry Eyes - Eric Carmen
- Stay - Maurice Williams & The Zodiacs
- Yes - Merry Clayton
- You Don't Own Me - Blow Monkeys (The)
- Hey Baby - Bruce Channel
- Overload - Zappacosta
- Love Is Strange - Mickey & Sylvia
- Where Are You Tonight? - Tom Johnston
- In The Still Of The Night - Five Satins (The)
- Big Girls don't cry - Frankie Valli And The Four Seasons